# El secreto de la familia Greco
El secreto de la familia Greco es una serie de televisión por internet dramática estadounidense producida por Telemundo Streaming Studios y Underground Producciones para Telemundo, en el 2022. La serie es una versión de la serie escrita por Luis Ortega, Historia de un clan, siendo adaptado por Martín Méndez y Alejandro Quesada. La serie se lanzó primero por streaming en todo el mundo —con excepción de los Estados Unidos— a través de Netflix el 4 de noviembre de 2022; mientras que en los Estados Unidos, se estrenó a través de Telemundo desde el 19 al 29 de diciembre de 2022.

## Trama
La serie sigue la historia de los Greco, una familia que a pesar de su apariencia muy tradicional, alberga un clan muy criminal. Aquiles Greco (Fernando Colunga) es un oficial retirado disciplinario y autoritario que hará cualquier cosa para mantener el estatus de su familia.
Está casado con Marta (Lisa Owen), una mujer ambiciosa, con la que tiene cuatro hijos. Para alcanzar el poder que él y su esposa anhelaban, Aquiles montó un negocio muy lucrativo. Su hogar se convierte en su base de operaciones y poco a poco, se va descubriendo quiénes son realmente estas personas: una organización familiar responsable de secuestrar, torturar y asesinar a víctimas adineradas, exigiendo rescates de millones. Pero cuando finalmente recibieron el dinero, en lugar de liberar a sus prisioneros, personas influyentes de sus propios círculos sociales y amigos de sus hijos, los asesinan.

## Reparto

### Principales
- Fernando Colunga como Aquiles Greco
- Lisa Owen como Marta Ochoa de Greco
- Manuel Masalva como Andrés Greco Ochoa
- Luis Machín como Reyes
- Rafael Ferro como Lozano
- Alejandro de Hoyos Parera como Darío Greco Ochoa
- Samantha Siqueiros como Sabrina Greco Ochoa
- Roberta Damián como Abril Greco Ochoa
- Antonio de la Vega como Hugo Carreño

### Recurrentes
- Delfina Chaves como Manuela Rosell
- Celina Font como Guadalupe «Lupe» de Carreño
- Guadalupe Docampo como María Eugenia Quintas
- Ernesto Claudio como Gustavo Valbuena
- Juan Sorini como Miguel
- Junior Pisanu como Gael Espinoza
- Iván Espeche como Roberto Espinoza
- Eliseo Barrionuevo como Emilio Garay

### Invitados
- Camila Flamenco como Paula
- Pedro Baldo como Francisco
- Paula Reca como Verónica
- Sandra Sandrini como Teresa
- Daniel Campomenosi como Valdés
- Mucio Manchini como Roberto
- Juan Guilera como Murat
- Desirée Saieg como Patricia
- Carlos Cano como Rafael
- Carola Reyna como Paulina

## Episodios
| N.º | Título                       | Fecha de lanzamiento original | Fecha de emisión por televisión |
| --- | ---------------------------- | ----------------------------- | ------------------------------- |
| 1 | «Una industria sin chimenea» | 4 de noviembre de 2022        | 19 de diciembre de 2022         |
| Aquiles Greco organiza su nuevo proyecto familiar, la primera víctima ya está en sus manos y los Espinoza reciben instrucciones detalladas. Andrés, lleno de culpa, comete un error imperdonable. |                              |                               |                                 |
| 2 | «Dudas y tensión»            | 4 de noviembre de 2022        | 20 de diciembre de 2022         |
| El futuro de Gael ya está decidido, Aquiles y los miembros de la banda llegan a un acuerdo. Las visitas inesperadas provocan tensión, pero el patriarca Greco tiene una justificación para todo.  |                              |                               |                                 |
| 3 | «Un espacio más humano»      | 4 de noviembre de 2022        | 21 de diciembre de 2022         |
| Ya hay un nuevo objetivo, el adinerado jugador de polo Emilio Garay, Aquiles tiene todo listo para recibirlo y el soplón no puede dar marcha atrás. Hugo confirma que no dejará de investigar.    |                              |                               |                                 |
| 4 | «Amistades peligrosas»       | 4 de noviembre de 2022        | 22 de diciembre de 2022         |
| Con un absoluto despliegue de cinismo el patriarca de los Greco presiona a la esposa de Emilio Garay. Guadalupe recurre a Marta y pide asilo, ignora el riesgo que implica quedarse en esa casa.  |                              |                               |                                 |
| 5 | «La fosa»                    | 4 de noviembre de 2022        | 23 de diciembre de 2022         |
| Los hermanos Greco cavan un enorme agujero, ya no hay vuelta atrás, su padre cobra el rescate. Hugo, preocupado por la desaparición de su esposa, comienza a investigar. Marta guarda silencio.   |                              |                               |                                 |
| 6 | «Error de cálculo»           | 4 de noviembre de 2022        | 26 de diciembre de 2022         |
| Marta encuentra la información del huésped número tres, un joven empresario textil, pero un forcejeo complica el secuestro. Encuentran el cadáver de Guadalupe, Aquiles dejó todo organizado.     |                              |                               |                                 |
| 7 | «Secretos»                   | 4 de noviembre de 2022        | 27 de diciembre de 2022         |
| En el velorio de Guadalupe se define la próxima víctima de los Greco, esta vez será una mujer. Marta se entera del conflicto de su hija Sabrina, no puede creerlo. Lozano queda al descubierto.   |                              |                               |                                 |
| 8 | «Sin misericordia»           | 4 de noviembre de 2022        | 28 de diciembre de 2022         |
| Como policía, Hugo aconseja a los hijos de Larrea, pero cuando las pruebas apuntan hacia su amigo Aquiles, se resiste a aceptarlo. La huésped no es un hueso fácil de roer para su captor.        |                              |                               |                                 |
| 9 | «La empresa fracasa»         | 4 de noviembre de 2022        | 29 de diciembre de 2022         |
| Un encuentro fortuito en la Funeraria de Larreal abre el camino y Hugo da inicio a la cacería. Una historia de horror sale a la luz, Andrés Greco se convierte en la mayor de las víctimas.       |                              |                               |                                 |

## Producción
El 17 de mayo de 2019, Paramount Global —anteriormente conocido como Viacom— anuncia que los formatos de las producciones de Telefe, 100 días para enamorarse e Historia de un clan, fueron vendidas a Telemundo, para realizar una versión de cada una, dirigidos al público hispano. La producción y el rodaje de la serie inició en enero de 2022, en locaciones de Argentina, con el título provisional Historia de un clan. El 26 de octubre de 2022, se lanzó el tráiler oficial de la serie, teniendo como título oficial El secreto de la familia Greco.

## Premios y nominaciones

### Premios PRODU 2023
| Categoría                                            | Nominados                                       | Resultados |
| ---------------------------------------------------- | ----------------------------------------------- | ---------- |
| Mejor serie adaptación                               | El secreto de la familia Greco                  | Pendiente  |
| Mejor serie histórica, social y política             | Marcos Santana y Sebastián Ortega               | Pendiente  |
| Mejor tema musical de serie                          | «El secreto de la familia Greco» (instrumental) | Pendiente  |
| Mejor actor principal - Serie y miniserie dramática  | Fernando Colunga                                | Pendiente  |
| Mejor actor de reparto - Serie y miniserie dramática | Antonio de la Vega                              | Pendiente  |
| Mejor showrunner - Drama                             | Sebastián Ortega                                | Pendiente  |